# Rapino
Rapino es una localidad de 1.461 habitantes en la provincia de Chieti: forma parte de la Comunità Montana de la Maielletta.
La localidad es un centro de origen antiguo. Surge sobre las colinas del Teatino. Está situado a los pies de la Montaña Madre a unos 30 km del mar.

## Historia
Los más antiguos restos arqueológicos hallados en el territorio se remontan al Paleolítico medio y superior, como la estatuilla de bronce llamada "Dea de Rapino" (hoy en el Museo de Chieti), que se encontró en la Gruta del Puerto.
En las cercanías también se encontró una mesa de bronce de la “Targa di Rapino” o “Tabula Rapinensis” en la que hay una inscripción en dialecto marruchino en el texto. Esta mesa, comprada por Mommsen par a los museos de Berlín, está actualmente en el museo Pushkin de Moscú.
En época medieval, Rapino fue colonizado por los benedictinos, bajo control del monasterio de San Salvador en Majella durante muchos siglos. El monasterio se construyó sobre el siglo VIII, por monjes benedictinos originarios de la Abadía de Montecassino, a unos 7 km de Rapino.
En el plebiscito de 1860, de 649 inscritos, votaron 592 electores y todos se mostraron favorables a la anexión al Reino de Italia. Los años siguientes estuvieron marcados por el bandolerismo.
Durante la Segunda Guerra Mundial la población sufrió duros castigos, por la presencia del frente.

## Evolución demográfica
| Gráfica de evolución demográfica de Rapino entre 1861 y 2001 |
|                                                              |
| Fuente ISTAT - elaboración gráfica de Wikipedia              |